# Chanel Camryn
Chanel Camryn, née le 17 septembre 2001, est une actrice pornographique américaine. Elle a commencé sa carrière en 2022.

## Biographie

### Jeunesse
Née à Jacksonville en Floride, Chanel Camryn a grandi avec ses deux frères et sœurs dans un environnement difficile, témoins de la dure réalité de la vie dans un quartier difficile, marqué par la criminalité et la toxicomanie. La plupart des membres de sa famille élargie ont été confrontés à l'emprisonnement ou à la mort par overdose. Son père biologique a été emprisonné lorsqu'elle avait six mois et a été interné dans un asile à la suite d'une condamnation pour tentative de meurtre laissant, de fait, la garde des enfants à leur mère. Chanel évoque cette période de sa vie où, malgré les difficultés, Sara, sa mère, s'efforçait de protéger ses enfants de la stigmatisation. Elle croyait que le fait de bien habiller ses enfants les aiderait à éviter les moqueries à l'école. Les repas se limitaient souvent à des choix bon marché comme des hot-dogs ou des nouilles instantanées, et les rares plaisirs étaient des visites chez McDonald's pour acheter des menus à un dollar.  
Durant cette période, elle et sa famille vivaient dans la maison de ses grands-parents. Elle raconte avoir subie des maltraitances verbales, psychologiques et physiques de la part de son beau-père, allant jusqu’à être contrôlée à domicile par le service de protection de l’enfance, alerté par les conseillers de son école constatant la présence d’ecchymose sur son visage, ses bras et jambes. Elle fut également victime de viols répétée par le père de son beau-père, qu’elle considérait comme son « grand-père » depuis l’âge de 6 ans jusqu’à ses 11 ans. Un jour, elle finit par raconter les abus dont elle était victime via une lettre qu’elle laissa à sa mère plié sous sa tasse à café avant de partir à l’école. Lorsque Camryn est revenue de l'école cet après-midi-là, sa mère lui confia pour la première fois l’idée de « s’échapper » de cette situation. Ces années ont aussi été marquées par des événements traumatisants, notamment des agressions qui ont profondément influencé sa vie, ce qui a façonné son caractère selon elle. 
Naviguant dans cet environnement difficile, elle cherche à soutenir sa famille par le biais de la vente de drogues dès son plus jeune âge. À l'âge de 12 ans, elle s'appropriait les pilules de son beau-père, un trafiquant de drogue, et les revendait à ses camarades de classe ou dans les parcs pour environ 5 dollars par pilule. Cette activité était devenue une routine pour elle, mais elle n'en parlait jamais à sa mère. L'argent qu'elle gagnait était discrètement placé dans le tiroir de la table de chevet de sa mère, en signe silencieux de son soutien à la famille. 
Ayant appris la libération de son père biologique, cela a renforcé encore davantage le sentiment d’urgence de fuir. C’est donc à l'âge de 13 ans que sa mère, poussée par le désir d'un changement radical, a pris la décision de quitter la Floride et de s'installer à Seward, une petite ville de l'Alaska. En Alaska, Chanel a d'abord été confrontée au choc culturel, passant d'une grande ville de deux millions d'habitants à une petite communauté de 3 000 personnes. Le froid extrême de la région a également été difficile à supporter, mais avec le temps, elle a trouvé un sentiment de sécurité et de stabilité dans cet environnement. La vie dans cet environnement, bien que plus isolée et rigoureuse, a offert à Chanel et à sa famille une nouvelle chance de recommencer. Elle a passé son adolescence dans la nature sauvage de l'Alaska, découvrant, dit-elle, des aspects de l'indépendance et de la résilience qui allaient la préparer à la suite de son parcours. 

### Vie avant le porno
Malgré ce contexte difficile et désireuse de construire un avenir meilleur, Camryn a quitté la maison à 17 ans et s'installe dans un appartement à elle. Elle termine ses études secondaires en seulement deux ans et demi et, à 18 ans, vis déjà de manière autonome, contribuant financièrement à la maison en aidant sa mère qui travaillait sans relâche pour subvenir aux besoins de sa famille, notamment pour une de ses sœurs, handicapée et ayant des besoins spéciaux. Elle est embauchée comme assistante administrative dans un nouvel établissement de soins. Malgré sa jeunesse, Camryn prend en charge des responsabilités telles que le recrutement du personnel, les ressources humaines et la gestion de la paie. Après avoir quitté ce poste, elle a poursuivi une carrière d'aide-soignante certifiée (CNA) tout en suivant des cours d'infirmière en ligne. Cependant, les conditions de travail difficiles, exacerbées par la pandémie de Covid-19, ont profondément affecté son bien-être émotionnel. Les défis émotionnels et physiques liés à la prise en charge de patients souffrant de troubles divers, souvent en fin de vie, ont conduit Camryn à une dépression marquée. L'incident traumatisant d'une patiente décédant dans ses bras a été un élément déclencheur pour elle, qui a décidé de quitter son emploi, marquant la fin de cette phase de sa vie. La perte de son logement et le retour à une vie sous le toit de sa mère ont accentué son sentiment de perte.  
Cependant, un tournant inattendu a eu lieu lorsqu'elle a été embauchée comme barista dans un café où elle servait dans des tenues légères, une pratique populaire dans certains États comme l'Alaska. Ce travail lui a non seulement permis de retrouver confiance en elle mais aussi d'explorer un aspect de sa personnalité qu'elle n'avait jamais pleinement embrassé : sa féminité. Pour la première fois, elle s'est sentie « girly » et « sexy », redécouvrant une nouvelle assurance. Après avoir travaillé comme barista en bikini et avoir gagné de bon revenus grâce aux pourboires, Chanel a décidé d'explorer de nouvelles opportunités pour accroître ses revenus en ouvrant un compte OnlyFans en avril 2022 pour partager du contenu exclusif, alimenté par la confiance qu’elle avait gagnée grâce à son travail de barista. Elle déclare que ces conditions qui ont conduit à une période de sa vie marquée par l'adversité, incluant des expériences traumatisantes, ont influencé sa vision du monde.  

## Carrière

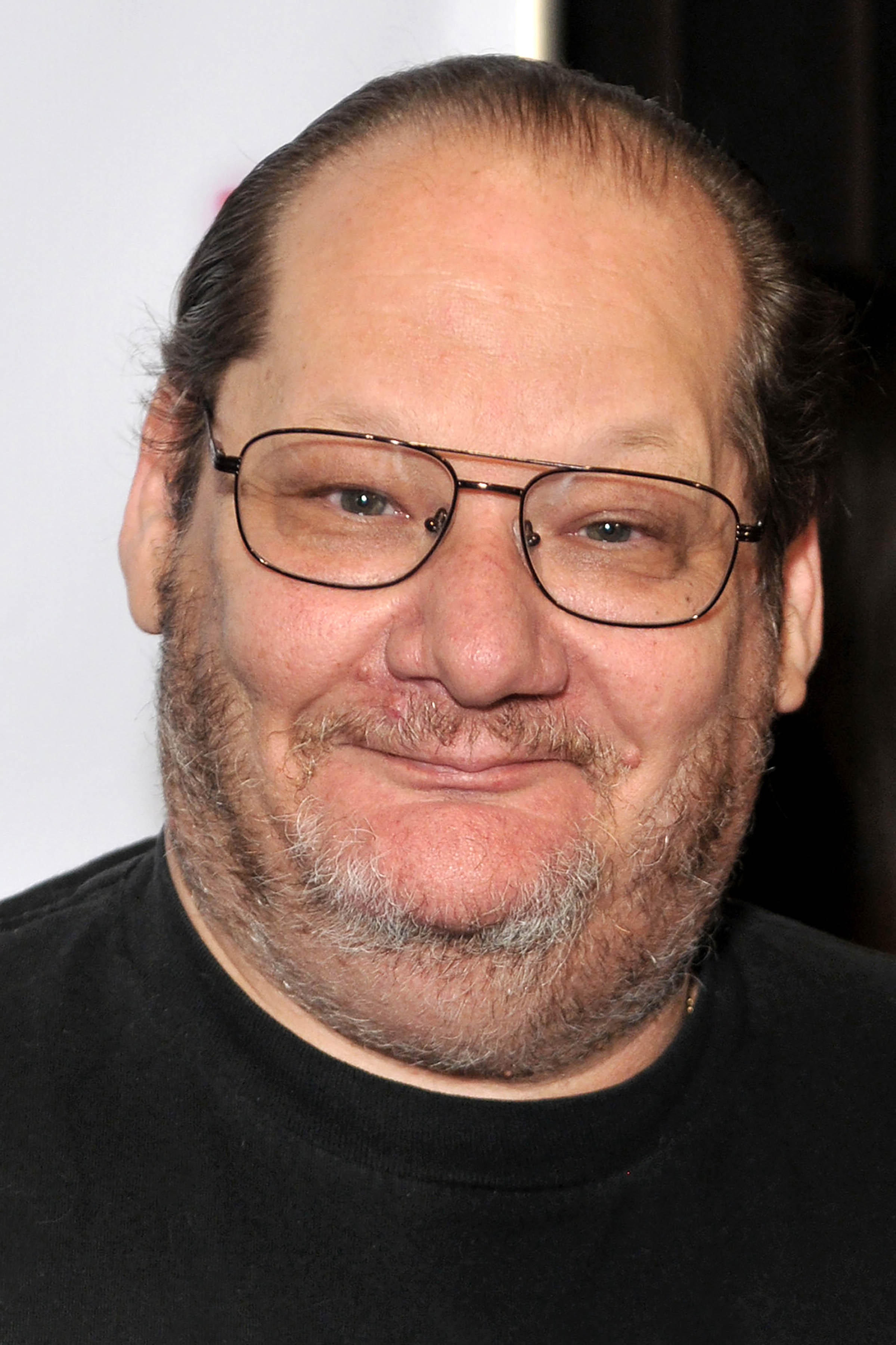
Mark Spiegler, l’agent qui donna la visibilité à Chanel Camryn

Seulement 3 jours après avoir ouvert son compte OnlyFans, elle est contactée via Twitter par un agent. Après avoir délibéré pendant quelques semaines, elle a décidé d’entrer dans l’industrie. Peu de temps après, lorsque les choses ont mal tourné avec sa représentation, Camryn s’est retrouvée dans l’appartement de Mark Spiegler, l’agent le plus connu du porno. Spiegler, qui rencontre rarement des artistes aussi inexpérimentés que Camryn, accepte de discuter avec la nouvelle venue après avoir reçu des recommandations de plusieurs personnes de son entourage. Chanel Camryn profite de son rendez-vous avec Spiegler pour venir avec son ordinateur portable rempli de photos de mannequins et d’extraits de toutes ses scènes. À la suite de cette entrevue, Spiegler a proposé à Camryn une place dans son équipe, les « Spiegler Girls », puis a appelé sa mère sur FaceTime en Alaska, lui assurant qu’il prendrait bien soin de Chanel et la protégerait. Elle a commencé son premier tournage dès avril 2022 avec une scène hétérosexuelle pour le studio Exploited Teens et a travaillé pour des studios tels que Team Skeet, Gamma et Devil’s Films.
Son association avec Spiegler a été un élément clé de son succès, la propulsant vers une reconnaissance plus large et l'aidant à développer son image de marque, en particulier grâce à son interaction active avec ses abonnés et à sa présence sur les réseaux sociaux. À peine six mois après le début de sa carrière, Camryn a déjà tourné pour des studios de premier ordre tels que Vixen, Adult Time, Brazzers, Team Skeet, Naughty America et Cherry Pimps. Elle a joué dans des trios, des groupes et des scènes entièrement féminines et a travaillé avec des talents transgenres. Les réalisateurs et les critiques utilisent des mots tels que « énergie » et « authenticité » pour décrire ses performances. En mars 2023, elle grimpe dans les classements des recherches sur Pornhub et atteint un statut parmi les créatrices les mieux classées sur OnlyFans.
En octobre 2023, Nubiles choisi Chanel Camryn comme « Flavor Of The Month » pour son rôle dans une scène parodique Barbie avec Tyler Cruise. En novembre de la même année, a été honorée du titre de AllStar par TeamSkeet.
Sa carrière prend un nouveau tournant le 27 janvier 2024 en remportant le très convoité AVN Award de la meilleure nouvelle starlette lors de la 41e cérémonie des AVN Awards. Elle réitère au mois de mai en remportant le prix homonyme aux XRCO Awards. En février 2024, la réalisatrice Bree Mills fait appelle à elle dans la série How Women Orgasm de la marque UP CLOSE met un point d'honneur à explorer et mettre en lumière la sexualité féminine. Le fait que Chanel participe à un tel projet reflète son rôle en tant que voix et représentante de l'exploration sexuelle sans honte, et souligne son impact au-delà des performances traditionnelles. 
Au mois de juin, Chanel Camryn tient le rôle principal dans Spun, une comédie dramatique inspirée des années 2000 et qui est le premier long métrage de Girlsway depuis 2020. Ce film marque son tout premier rôle principal dans un long métrage, ce qui est une étape importante dans sa carrière. Ce projet a été écrit et réalisé par Casey Calvert, ambassadrice de la marque Adult Time. Dans ce projet, elle partage l'écran avec des actrices populaires de l'industrie, telles qu'Electra Rayne, Dana Vespoli, Lauren Phillips, Freya Parker, Maya Woulfe et Alexis Tae. Cette scène s’est d’ailleurs classée deuxième parmi les contenus ayant eu le plus d’impact sur la satisfaction des abonnés de la plateforme Adult Time en septembre 2024.
En juillet, elle apparaît dans Payback Bitch, une production de Digital Playground où Chanel Camryn y joue un rôle clé aux côtés de Kira Noir, une autre figure bien connue de l’industrie, ainsi que Ricky Johnson et Lexington Steele.
Elle obtient de nouveau un rôle principale en août dans une scène produite en collaboration avec Demi Hawks et les talents masculins Richard Mann, Jamie Knoxx, et Sheem met par Blacked Raw, une marque du prestigieux groupe Vixen Media Group (VMG). 
En novembre 2024, la plateforme de contenu pour adultes Bang! a pris une décision inédite en nommant deux « Bang! Babes de l’année » : Brenna McKenna et Chanel Camryn. Ce choix a été motivé par leur travail acharné et leur engagement envers la marque, qui s’est concrétisé par leurs performances exceptionnelles et leur implication continue. Steve Legos, le directeur marketing de Bang!, a expliqué que le choix avait été difficile entre les deux candidates, mais qu'ils avaient décidé de les honorer toutes les deux pour leur remarquable représentation de la marque. Brenna McKenna, qui avait été la Bang! Babe de janvier, et Chanel Camryn, élue en mai, ont chacune été récompensées par leur titre et des enseignes au néon personnalisées.
Malgré sa jeune carrière, Chanel Camryn a travaillé avec une variété d'artistes notables, confirmant sa place parmi les grandes figures de l'industrie pour adultes. Elle a tourné aux côtés de performeurs respectés tels que Robby Apples, dans une scène romantique pour Nubiles, où leur complicité naturelle a été soulignée par les critiques et les fans. Chanel a également partagé l'écran avec Kyle Mason pour TeamSkeet, démontrant sa polyvalence en tant qu'actrice capable de s'adapter à divers genres, y compris la science-fiction et des récits plus immersifs.
En outre, sa collaboration prévue avec Brenna McKenna dans une scène célébrant leur double titre, montre sa capacité à briller dans des partenariats féminins dynamiques. Chanel a également été mise en vedette aux côtés de plusieurs grandes étoiles montantes dans Best New Starlets 2024 d’Elegant Angel, renforçant son rôle dans un ensemble qui représente la nouvelle génération de l’industrie. Des partenaires masculins comme Isiah Maxwell, interprète masculin de l’année, et d'autres interprètes respectés ont vanté son professionnalisme, son énergie contagieuse et sa capacité à élever chaque projet auquel elle participe. Grâce à ces expériences, Chanel a acquis une réputation d'artiste adaptable et fiable, tant pour ses collègues que pour ses réalisateurs.
Le 20 janvier 2025, lors des XBIZ Awards, elle remporte son premier XBIZ Award de sa carrière : le prix de la Meilleure scène de sexe - catégorie gonzo .   Quelques jours plus tard, lors de la 42e cérémonie des AVN Awards, elle remporte deux AVN Awards supplémentaire, à savoir le prix de la Meilleure Scène de sexe orale dans Suck Balls 6  et le prix de la Meilleure actrice dans un second rôle pour le film Sunny Goldmelons . Au mois de mai 2025 elle remporte un second prix d’ampleur dans sa carrière, le prix d’interprète féminine de l’année au XRCO Awards .

## Style
Chanel Camryn s'est rapidement distinguée dans l'industrie pour adultes grâce à son style unique, marqué par une authenticité, une énergie débordante et une approche émotionnelle qui la différencient de nombreuses autres performeuses. Ses scènes sont souvent décrites comme intenses et immersives. Elle est notamment connue pour sa sensibilité corporelle exceptionnelle, une caractéristique rare dans l’industrie, une énergie qu’elle qualifie en riant de « tempête orgasmique ». Cela lui permet d’atteindre plusieurs orgasmes en peu de temps, parfois jusqu'à des dizaines au cours d'une même scène. Ces réactions physiques naturelles ne sont pas feintes et se traduisent souvent par des tremblements, des convulsions et d'autres mouvements involontaires. « Une fois, j’ai atteint 39 orgasmes durant un tournage », a-t-elle confié. Cette particularité lui à valu le surnom de « Quiver Queen ». Ces sensations intenses rendent ses performances non seulement authentiques, mais aussi particulièrement captivantes pour le spectateur.
Elle à étudier attentivement d'autres stars de l'industrie pour perfectionner son art. Elle admire, par exemple, Chloe Cherry pour son approche « désordonnée » des fellations, où l'émotion brute et la spontanéité dominent. Elle s'inspire également de Riley Reid, connue pour son sourire constant et sa capacité à capter l'énergie joyeuse de ses scènes, ainsi que d'Angela White, une performeuse emblématique pour son contrôle et sa domination assumée dans ses scènes. Cependant, bien que Chanel incorpore des éléments de ces modèles, elle veille à développer un style qui lui est propre. Elle se concentre sur l’authenticité, cherchant à établir une véritable connexion avec ses partenaires et à rendre chaque scène unique.
Un autre aspect de son style qui se démarque est sa capacité à bien jouer dans les segments narratifs de ses scènes. Selon les réalisateurs, Camryn apporte un niveau de crédibilité et d'émotion qui rehausse ses performances. Elle ne se contente pas d’être une interprète physique ; elle s’investit également dans les dialogues et les scénarios, ce qui la rend particulièrement polyvalente. Il est connu et reconnu que Chanel Camryn apporte sur le plateau une énergie positive et une volonté de collaborer qui élèvent l'atmosphère de travail. Sa joie de vivre et son engagement total transparaissent dans ses scènes, et ses fans soulignent souvent l’authenticité et la passion qui émanent de ses performances.

## Récompenses

### AVN Awards
2024 :
- AVN Award de la meilleure nouvelle starlette

2025 :
- Meilleure actrice dans second rôle dans Sunny Goldmelons
- Meilleure scène de sexe orale dans Suck Balls 6

### XRCO Awards
2024 :
- XRCO Award Best New Starlet

2025 :
- XRCO Female Performer Of The Year

### XBIZ Awards
2025 :
- Meilleure scène de sexe - catégorie : gonzo dans Tushy Raw V66